# Стара Молдава
Стара Молдава (рум. Moldova Veche, мађ. Ómoldova), односно ранија Модава (тур. Módava), је насеље града Нова Молдава, жупанија Караш-Северен у Румунији. Насеље је значајно и по присутности српске заједнице.

## Гографија
Стара Молдава се налази уз Дунав, у румунском делу Ђердапа (код месних Срба познат као Банатска клисура). Изнад насеља издижу се Банатске планине.

## Историја
У близини места постоје археолошки остаци из римског периода. Првобитни назив места гласио је Модава (тур. Módava). Под тим именом је забележено у османским пописним дефтерима из 16. века. Место је било седиште истоимене нахије и санџака у саставу Темишварског пашалука. Током 18. века, када је оближње село Бошњак прозвано Нова Молдава, дотадашња Модава (такође Мудава или Молдава) постала је позната под називом Стара Молдава.
Православно парохијско звање и матичне црквене књиге се воде од 1794. У општини Молдава било је 1846. године 1.655 православних душа. Свештенство су те године чинили пароси Симеон Стефановић и Јован Никадиновић. Средином 19. века број становника у месту је растао. Тако 1847. године ту живи 1.655 мештана православних, којих ће 1867. године бити 1.710. Гимназијалац из Молдаве, Живан Александар је похађао панчевачку Реалку, око 1873. године.
Видаковићеву књигу "Зорицу", набавио је 1827. године у Молдави, учитељ Живота Шаић. Претплатници једне српске књиге били су средином 19. века, житељи Старе Молдаве: поп Симеон Стефановић парох за свог сина младог богослова Евгенија, затим госпођа Марта от Териан рођена Поповић, Арсен Илић ц и к каплар те Стојан Георгијевић ц и к шумар.
Године 1905. Стара Молдава је мала општина у Белоцркванском срезу. Број становника тада износи 2.200 који живе у 450 домова. Срба има од тога 2.106 или 95% са 425 кућа или 94%. Од јавних здања ту су српска православна црква и једна комунална и једна државна школа. За комуникацију служе ПТТ (све) и паробродска станица у месту.

## Становништво
По последњем попису из 2002. године насеље Стара Молдава имало је 9.510 становника. До пре две деценије број становника је брзо растао са процесом урбанизације дотадашњег села, али последњих година он опада.
Насеље је некада било много мање и претежно српско, али су некада већински Срби постали мањина. Национални састав на појединим пописима био је следећи:
| Година пописа | 1910. год.    | 1992. год.    | 2002. год.    |
| Укупно ст.    | 2.151         | 11.793        | 9.510         |
| Срби          | 1.939 (90,1%) | 1.782 (15,1%) | 1.411 (14,8%) |
| Румуни        | 76 (3,5%)     | 9.332 (79,1%) | 7.511 (79,0%) |
| остали        | 136 (6,3%)    | 679 (5,8%)    | 588 (6,1%)    |

## Религија
Црква се помиње у извештају из 1751. године. Тада је писало да је храм грађен од балвана освећен 1718. године. Стара црква грађена 1790. године, изгорела је 1848. године. Нови храм подигнут 1853. године а освећен 1858. године. Посвећен је празнику Рођење Св. Јована или Ивандану. Иконостас озидани и тронове осликао је Ђока Путник из Беле Цркве 1897. године. Иконе са иконостаса пренете на нову зидану иконостасну преграду 1950. године. Те године иконе и зидне слике је радио Франц Вајнхелп, и тако је било до 1970. године. Онда је све изнето, па начињен нови темпло који је резао Ладислав Вереш, а иконе сликао прота Драгутин Остојић. Зидни живопис је пресликао 1983. године Никола Шух.
По државном шематизму православног клира Угарске 1846. године у Молдави је било 1.655 православних житеља. У храму посвећеном Св. Илији службовали су тада свештеници Симеон Стефановић и Јован Никадиновић. Православно парохијско звање је основано и заведене црквене матрикуле венчаних 1853. године, а остале матице су из 1847. године.
У Молдави постоји 1905. године црквена општина која је уређена, скупштина је редовна, под председништвом Мише Лупуловића. То је парохија друге платежне класе, има парохијски дом и парохијску сесију од 33 кј. Постоји српско православно гробље, а црквено-општински посед износи 115 кј. земље. Црква је споља у врло добром стању а изнутра је у лошем - темпла нема. Порта је заграђена зидом и засађена дрвећем. Парох је поп Влајко Николин родом из Титела, који је почео каријеру у том месту, где се налази већ осам година.

## Образовање
Живота Шаић сеоски учитељ помиње се 1827. године. Учитељ у Молдави, Тома Драшковић претплатник је једне српске књиге 1844. године. У народној школи био је 1846. године учитељ Андреја Балареску. Постављен је 1881. године за народног учитеља у Старој Молдави Никола Тајшановић, који је премештен следеће 1882. године у Сарајево Помиње се 1905. године комунална школа, са једним прописно грађеним школским здањем и једном "дворницом", у којем су шест разреда заједно. У другој, државном школи здање је подигнуто 1901. године и има две дворнице (учионице); у једној су прва два разреда а у другој заједно бораве 3-6 разред. У комуналној школи ради учитељ Светозар Савковић родом из Црвене Цркве, стално намештен ту већ осам година. Код њега на редовну наставу долази 88 и у недељну школу 14 ђака. У државној школи су два предавача. Први је учитељ Александар Стојадиновић родом из Доње Љупкове, и ту предаје већ 20 година. Друго место попуњава учитељица Пирошка Дански родом из угарске престонице Будимпеште, стално је намештена, има декрет и служи у Старој Молдови три године. Код ње у редовној настави има 135 ђака, а у пофторну долази њих 37.

## Познате личности
- Емилијан Јосимовић, први српски урбаниста и професор архитектуре
- Алин Добросављевић, румунски фудбалер